# Rezerwat przyrody Czmoń
Rezerwat przyrody Czmoń – leśny rezerwat przyrody położony w gminie Śrem, powiecie śremskim (województwo wielkopolskie).
Powierzchnia: 23,57 ha (akt powołujący podawał 23,65 ha). Obszar rezerwatu podlega ochronie ścisłej i czynnej.
Został utworzony w 1998 roku w celu ochrony żyznego lasu liściastego z wieloma gatunkami rzadkich roślin naczyniowych. Drzewa reprezentują dęby szypułkowe i jesiony wyniosłe. Poniżej nich wyrastają graby i jawory. W runie rosną lilia złotogłów, bluszcz pospolity i kalina koralowa. Z ptaków występują kukułka zwyczajna i dzięcioły.
Od 2012 zaobserwowano na terenie rezerwatu, masowe zamieranie jesionów, wywołane inwazją grzyba Chalara fraxinea.

## Podstawa prawna
- Rozp. Min. Ochr. Śr., Zasobów Naturalnych i Leśnictwa z dnia 21 grudnia 1998, Dz.U. z 1998 r. nr 161, poz. 1084
- Obwieszczenie Wojewody Wielkopolskiego z dnia 4.10.2001 r. w sprawie ogłoszenia wykazu rezerwatów przyrody utworzonych do dnia 31.12.1998 r.
- Zarządzenie Regionalnego Dyrektora Ochrony Środowiska w Poznaniu z dnia 9 lutego 2016 r. w sprawie rezerwatu przyrody „Czmoń”